# Aeroportul Soroti
Aeroportul Soroti (IATA: SRT, ICAO: HUSO) este un aeroport din Regiunea Estică, Uganda ce deservește zona Soroti.
Situat la o altitudine de 1.110 m, aeroportul dispune de o singură pistă.